# Сингапурски долар
Сингапурски долар (кинески: 新加坡元, енглески: Singapore dollar, малајски: Ringgit Singapura, тамилски: சிங்கப்பூர் வெள்ளி) је званична валута у Сингапуру. Међународни код је SGD. Симбол за долар је S$. Долар издаје Монетарна управа Сингапура. У 2007. години инфлација је износила 2,1%. Један долар састоји се од 100 цента.
Сингапур је од 1845. до 1939. користио мореуски долар. Заменио га је малајски долар а од 1953, долар Малаје и Британског Борнеа. Приликом одвајања од Малезије настављена је употреба заједничке валуте у Сингапуру и Брунеју али је 1967. Сингапур почео да штампа сопствени новац. Све до 1973. сингапурски долар је био једнаке вредности као валута у Малезији а до дан данас остаје једнаке вредности као брунејски долар.
Постоје новчанице у износима 1, 2, 5, 10, 20, 50, 100, 1000 и 10000 долара и кованице од 1, 5, 10, 20 и 50 центи као и од 1 долара. На свим новчаницама налази се лик Јусуфа бин Ишака.